# Nora Collyer
Nora Frances Elizabeth Collyer (* 7. Juni 1898 in Montreal, Québec; † 11. Juni 1979 ebenda) war eine kanadische Malerin des Modernismus, bekannt für ihre Landschafts- und Stilllebengemälde.

## Leben
Nora Collyer wurde in Montreal geboren und studierte neun Jahre an der Art Association of Montreal (AAM) bei Alberta Cleland, William Brymner und Maurice Cullen. Als jüngstes Mitglied der Beaver Hall Group, einer Künstlergruppe in Montreal, war Nora Collyer Teil einer Bewegung, die sich für die Moderne in der kanadischen Kunst einsetzte. Ihre Werke zeichnen sich durch kräftige Farben und sanfte Rhythmen aus.
Neben ihrer künstlerischen Tätigkeit unterrichtete Nora Collyer von 1925 bis 1930 Kunst an der Trafalgar School in Montreal und später 1940 an der Art Association of Montreal. Sie engagierte sich auch ehrenamtlich, unter anderem im Children's Memorial Hospital in Montreal.
Nora Collyers Werke wurden auf zahlreichen renommierten Ausstellungen gezeigt, darunter die British Empire Exhibition in Wembley 1924 und 1925 sowie die Weltausstellung in New York 1939.
In ihren letzten Lebensjahren lebte Nora Collyer weiterhin in Montreal und blieb künstlerisch aktiv. Sie starb am 11. Juni 1979 in Montreal. Ihre Werke sind heute in verschiedenen Sammlungen und Galerien vertreten und erzielen auf Auktionen Preise bis zu 100.000 $.

## Werk
Das Werk von Nora Collyer zeichnet sich durch harmonische Formen, satte Farben und sanfte Rhythmen aus, wobei Blumen, Wälder, Flusslandschaften und alte Häuser ihre bevorzugten Themen sind. Nora Collyer verbrachte ihre Sommer mit Skizzieren und Gartenarbeit, und in ihrem Sommerhaus in der Nähe des Memphremagog-Sees malte sie ihre besten Landschaftsbilder, bei denen oft ein Bauernhaus oder eine Kirche im Mittelpunkt ihrer Komposition stand.